# Jay Woodcroft
Jay Woodcroft, född 11 augusti 1976, är en kanadensisk ishockeytränare och före detta professionell ishockeyforward som var senast tränare för Edmonton Oilers i National Hockey League (NHL) sedan den 10 februari 2022 och den 12 november 2023

## Spelare
Han som ishockeyspelare spelade som proffs för Jackson Bandits i ECHL; Corpus Christi Rayz i Central Hockey League (CHL) samt Stuttgart Wizards i Eishockey-Oberliga (OL). Woodcroft spelade också som junior för Alabama–Huntsville Chargers (NCAA) när han studerade på det amerikanska universitetet University of Alabama in Huntsville.

### Statistik
| 1993–1994   | Aurora Eagles               | MetJAHL     | 49  | 10 | 27 | 37  | 25  | — | — | — | — | —  |
| 1994–1995   | Markham Waxers              | OPJAHL      | 48  | 29 | 35 | 64  | 24  | — | — | — | — | —  |
| 1995–1996   | Markham Waxers              | MetJAHL     | 52  | 40 | 43 | 83  | 14  | — | — | — | — | —  |
| 1996–1997   | Alabama–Huntsville Chargers | NCAA        | 27  | 9  | 14 | 23  | 22  | — | — | — | — | —  |
| 1997–1998   | Alabama–Huntsville Chargers | NCAA        | 30  | 17 | 25 | 42  | 43  | — | — | — | — | —  |
| 1998–1999   | Alabama–Huntsville Chargers | NCAA        | 27  | 19 | 19 | 38  | —   | — | — | — | — | —  |
| 1999–2000   | Alabama–Huntsville Chargers | NCAA        | 29  | 5  | 15 | 20  | 46  | — | — | — | — | —  |
|             | Jackson Bandits             | ECHL        | 1   | 1  | 0  | 1   | 0   | — | — | — | — | —  |
| 2000–2001   | Missouri River Otters       | UHL         | 56  | 7  | 12 | 19  | 64  | — | — | — | — | —  |
| 2001–2002   | Flint Generals              | UHL         | 19  | 3  | 6  | 9   | 16  | 5 | 0 | 1 | 1 | 12 |
|             | Anchorage Aces              | WCHL        | 31  | 1  | 3  | 4   | 29  | — | — | — | — | —  |
| 2002–2003   | Flint Generals              | UHL         | 63  | 17 | 18 | 35  | 81  | — | — | — | — | —  |
| 2003–2004   | Corpus Christi Rayz         | CHL         | 47  | 16 | 15 | 31  | 48  | — | — | — | — | —  |
| 2004–2005   | Stuttgart Wizards           | OL          | 46  | 24 | 32 | 56  | 97  | — | — | — | — | —  |
| NCAA totalt | NCAA totalt                 | NCAA totalt | 113 | 50 | 73 | 123 | 111 | — | — | — | — | —  |

## Tränare
Direkt efter spelarkarriären blev han videotränare för Detroit Red Wings i NHL, där var han med och vinna Stanley Cup med dem för säsongen 2007–2008. Den 12 juni 2008 blev Red Wings assisterande tränare Todd McLellan utsedd som ny tränare för San Jose Sharks medan Woodcroft utsågs som assisterande tränare till honom. Den 20 april 2015 fick McLellan och dennes tränarstab, däribland Woodcroft, lämna sina positioner. Den 14 april utnämndes McLellan som tränare och Woodcroft som assisterande tränare för Kanadas herrlandslag för att spela världsmästerskapet i ishockey för herrar 2015, där de bärgade en guldmedalj. Den 25 juni blev McLellan utsedd som ny tränare för Edmonton Oilers och återigen blev Woodcroft assisterande tränare till honom. Både Woodcroft och McLellan ingick även i tränarstaben för Lag Nordamerika vid 2016 års World Cup. Den 27 april 2018 meddelade Oilers att Woodcroft skulle bli ny tränare för deras farmarlag Bakersfield Condors i American Hockey League (AHL). I november fick McLellan sparken och det innebar att ett 13-årigt långt samarbete mellan Woodcroft och McLellan upphörde. Den 10 februari 2022 fick Oilers tränare Dave Tippett gå och ersattes av Woodcroft.

### Statistik
Källa: 
| Lag             | Säsong    | Grundserie | Grundserie | Grundserie | Grundserie        | Grundserie | Grundserie    | Slutspel                   |  |
| Lag             | Säsong    | Matcher    | Vinster    | Förluster  | Övertidsförluster | Poäng      | Placering     | Resultat                   |  |
| --------------- | --------- | ---------- | ---------- | ---------- | ----------------- | ---------- | ------------- | -------------------------- |  |
| Edmonton Oilers | 2021–2022 | 38         | 26         | 9          | 3                 | 55         | 2:a i Pacific | Förlorade i tredje ronden. |  |
| Edmonton Oilers | 2022–2023 | 82         | 50         | 23         | 9                 | 109        | 2:a i Pacific | Förlorade i andra ronden.  |  |
| Edmonton Oilers | 2023–2024 | 13         | 3          | 9          | 1                 | 7          | 2:a i Pacific | Sparkad.                   |  |
| Totalt          | Totalt    | 133        | 79         | 41         | 13                | 171        |               |                            |  |